# Es begann in Berlin
Es begann in Berlin ist ein dokumentarischer Kompilationsfilm des DEFA-Studios für Dokumentarfilme von Joachim Hellwig aus dem Jahr 1987.

## Handlung
Der Film beginnt mit mehreren Filmsequenzen aus dem Berlin Anfang des 20. Jahrhunderts. Nach dem Abspielen von Luftaufnahmen des Stadtzentrums aus dieser Zeit, folgen Farbfilmaufnahmen eines Fluges über den zerstörten Boulevard Unter den Linden, vom Brandenburger Tor bis zum Berliner Schloss, zum Ende des Zweiten Weltkriegs. Zu dieser Zeit kommt auch ein 13-jähriger Junge, der heutige Regisseur dieses Films, mit einem der vielen Flüchtlingstrecks in die Stadt, so der Kommentar aus dem Off. Für ihn ist Berlin eine besiegte Stadt, in der er fremde Buchstaben und das erste Mal rote Transparente sieht. Es dauerte aber nicht lange, bis auch die Engländer und Amerikaner kommen, die vom Straßenrand aus betrachtet werden. Auch der amerikanische Präsident Harry S. Truman kommt nach Deutschland, der ein Geheimnis in sich trägt. Die Versuche mit der ersten Atombombe Little Boy liefen erfolgreich, nur die Rote Armee erreichte die deutsche Hauptstadt zu schnell, denn diese war ursprünglich als erstes Ziel vorgesehen.
Es folgen Aufnahmen mit sowjetischen Soldaten, deutschen Kommunisten und von einer Sitzung des neu gewählten Magistrats von Berlin. Das Überleben der Stadt ist in dieser Zeit dessen wichtigste Aufgabe. Am 21. Mai 1945 fährt von Pankow bis Alexanderplatz die erste U-Bahn und ein Tag später auch die erste Straßenbahn wieder. Die Trümmerbeseitigung, sogar mit Elefanten, ist in dieser Zeit eine der Hauptaufgaben in der Stadt, der sich auch die Kameras vorrangig widmen. Es dauert nicht lange und auf dem vornehmen Kurfürstendamm kann man wieder bummeln gehen. Bald schon normalisiert sich das Leben auch im übrigen Berlin. Doch politisch driften die Westzonen und die Sowjetische Besatzungszone auseinander. Das Gleiche gilt auch für Berlin, wozu besonders auch die 1948 Währungsreform in Westdeutschland beiträgt. Die Stimme aus dem Off sagt über diese Zeit, dass nur dort, wo die Kommunisten und Antifaschisten zu Hause waren, wo radikal mit der Vergangenheit gebrochen wurde, wirklich neues entstehen konnte.
Einen größeren Raum nimmt die Kultur ein. Das beginnt mit der Trümmerbeseitigung auf dem Gendarmenmarkt, damit das sowjetische Alexandrow-Ensemble 1948 dort auftreten kann, dem Auftritt Paul Robesons vor der Humboldt-Universität zu Berlin, und dem Wiederaufbau der Staatsoper Unter den Linden. Zu Bildern von Otto Nagel, der auch seine Meinung äußert und von Hans Baluschek gibt es wieder einige Aufnahmen aus dem alten Berlin. Nach Aufnahmen des Heinrich-Zille-Denkmals, als es noch nicht am Köllnischen Park stand, und einigen Bemerkungen seiner Tochter über ihren Vater, zeigt die Kamera die neuen modernen Bauten der 1980er Jahre im Stadtzentrum und die Neubauten am Rande Berlins, sowie einige Ereignisse aus diesem Zeitraum.

## Produktion und Veröffentlichung
Es begann in Berlin wurde auf ORWO-Color mit vielen Schwarzweißfilm-Sequenzen hergestellt und hatte am 15. Januar 1987 im Berliner Kino Kosmos seine Premiere.
Die Texte des Kommentars stammen von Helmut Baierl und Karin Freiberg, die musikalische Bearbeitung kam von Brigitte Unterdörfer. Der Film entstand unter der Verwendung von dokumentarischen Berichten der Wochenschauen Der Augenzeuge und Welt im Film, Ausschnitten aus den DEFA-Filmen Die Mörder sind unter uns, Irgendwo in Berlin und Die Abenteuer des Werner Holt, der DEFA-Aufzeichnung des Theaterstücks  Mutter Courage und ihre Kinder, dem Fernsehfilm des Deutschen Fernsehfunks Carl von Ossietzky, dem 1931 gedrehten Film Berlin – Alexanderplatz, dem Film Ein Mädel vom Ballett aus dem Jahr 1936, sowie den DEFA-Dokumentarfilmen Martha, Manchmal möchte man fliegen und Wer die Erde liebt.

## Auszeichnungen
- 1987: Kunstpreis des FDGB für diesen Film an Joachim Hellwig, Helmut Baierl, Karin Freiberg und Stephan Schmidt[1]

## Kritik
Günter Sobe schrieb am 16. Januar 1987 in der Berliner Zeitung

„Gegen Ende allerdings – und das steckt ein bißchen in der Natur der Anlage des Films – geht das Stilmittel der subjektiven Sicht flöten. Das Bildmaterial gerät in die Nähe des bunten Berlin-Prospekts und der Kommentar kriegt, musikalisch kräftig untermalt, einen gehobenen Tonfall. Was sich vorher nicht – und auch nicht notwendigerweise – historisch er- und begründend gab, steigt plötzlich auf große Verbindlichkeit um. Hellwig sprach, danach befragt, von Pathos. Eine größere Gelassenheit für die letzten zwanzig Filmminuten wäre im Sinne künstlerischer Geschlossenheit wohl das bessere Rezept gewesen.“

Horst Knietzsch schrieb im Neuen Deutschland:

„Das Jubiläum Berlins hat viele Künstler und Kulturschaffende in unserem Lande zu neuen Werken inspiriert. Wie dieser Film werden sie Geschichte und den eigenen Platz in den historischen Prozessen noch tiefer bewußtmachen. Damit leisten sie einen Beitrag zur Gestaltung unserer sozialistischen Gegenwart und Zukunft, dienen der Sache des Friedens.“

In der Neuen Zeit vom 16. Januar 1987 äußerte sich Helmut Ullrich über den Film wie folgt:

„Dieser Film gibt keine Chronik seit der Zeit, in der sie durch Filmbilder dokumentiert werden kann, und auch keine der letzten vier Jahrzehnte, auf denen gleichwohl deutlich der Schwerpunkt liegt. Er greift bestimmte Aspekte heraus, in denen sich selbstverständlich die subjektive Sicht objektiviert. Und er macht Angebote zu Entdeckungen, zu Neuentdeckungen für die jüngeren und Wiederentdeckungen für die älteren Zuschauer. Nicht jede wird jede gleichermaßen beeindrucken.“

Für Heinz Kersten im Tagesspiegel vom 17. Januar 1987 strahlt der Film mit seinen Neubaufassaden, FDJ-Marschkolonnen und dem Feuerwerk nichts weiter als eine Werbespot-Ästhetik aus. Es sei nur ein Jubelfilm zur Jubelfeier gelungen, der keinen Anlass zum Jubilieren gebe.
Harald Budde schrieb in der Tageszeitung Die Welt vom 19. März 1987, dass die Nachkriegsentwicklung der Stadt in diesem Film, bis auf wenige Ausnahmen, nur in Ost-Berlin stattfinde. Den Versuch, das Wesentliche der 750-jährigen Entwicklung dem Arbeiter- und Bauernstaat zuzuschreiben, hält er selbst für DEFA-Verhältnisse für miserabel gelungen. Für ihn ist es ein Propagandastreifen, ohne Informations- und Unterhaltungswert.
Das Lexikon des internationalen Films vertritt die Meinung, dass dieser abendfüllende Film einen propagandistischen Einschlag besitzt.